# Kost Łepkaluk
Kost Łepkaluk – ukraiński działacz społeczny, poseł do Sejmu Krajowego Galicji I i II kadencji (1863–1869), włościanin z Kosowa Starego.
Wybrany do Sejmu Krajowego Galicji I kadencji w IV kurii obwodu Kołomyja, z okręgu wyborczego Kosów-Kuty w 1863, na miejsce księdza Sofrona Wytwyćkiego, który złożył mandat po I sesji Sejmu.

## Literatura
- "Wykaz Członków Sejmu krajowego królestwa Galicyi i Lodomeryi, tudzież wielkiego xięstwa Krakowskiego 1863", Lwów 1863
- Stanisław Grodziski - "Sejm Krajowy Galicyjski 1861-1914", Wydawnictwo Sejmowe, Warszawa 1993, ISBN 83-7059-052-7